# Høstmanøvren
Høstmanøvren (originaltitel: Repmånad eller Hur man gör pojkar av män) er en svensk komediefilm fra 1979 instrueret af Lasse Åberg og Peter Hald. Filmen fik premiere i Sverige den 23. februar 1979 og udkom i Danmark den 23. november samme år.

## Handling
En flok gamle venners sammenkomst udarter sig, da deltagerne er indstillet på at lægge an på damerne, danse på stadshotellet og stoppe sig med mad og drikke.

## Medvirkende (i udvalg)
- Lasse Åberg som Helge Jonsson
- Agneta Prytz som Helges mor
- Ted Åström som Börje Larsson
- Janne "Loffe" Carlsson som Oskar Löfgren
- Weiron Holmberg som Tore Tallroth
- Monica Dominique som Doris
- Lottie Ejebrant som Agnetha
- Lena Maria Gårdenäs som Bea, journalist
- Lars Amble som Beas chefredaktør
- Örjan Ramberg som radiooperatør